# دنی آلوز
دَنیل آلوِز دا سیلوا (پرتغالی: Daniel Alves da Silva؛ زادهٔ ۶ مهٔ ۱۹۸۳) بازیکن بازنشسته فوتبال اهل برزیل است که در پست دفاع راست بازی کرده است. آلوز در ۶ دوره از کوپا آمریکا و ۳ جام جهانی فوتبال حضور داشته است. او همچنین سابقهٔ ۱۲۶ بازی و ۸ گل برای تیم ملی فوتبال برزیل را دارد.
دنی آلوز یک قهرمانی در جام حذفی فوتبال برزیل را با تیم باهیا دارد. پیش از پیوستن به تیم بارسلونا، آلوز ۶ سال موفقیت‌آمیز را در تیم سویا داشت و با دو عنوان قهرمانی در جام یوفا و یک قهرمانی در کوپا دل ری، دوران موفقیت‌آمیزی را در این تیم گذراند. او با مبلغ ۳۲٫۵ میلیون یورو به باشگاه بارسلونا پیوست، تا هم‌اکنون به عنوان سومین دفاع راست گران تمام تاریخ شناخته شود و همچنین توانست در اولین فصل حضور خود در این تیم، سه‌گانه را ببرد. بعد از آن سال او به همراه باشگاه بارسلونا به ۲ سوپر جام اسپانیا، پنج عنوان لا لیگا و دو عنوان جام قهرمانان اروپا رسید. از باشگاه‌هایی که دنی آلوز در آنها بازی کرده می‌توان به باهیا، سویا، بارسلونا، یوونتوس، پاری سن-ژرمن، سائو پائولو و اونیورسیداد اشاره کرد. او در سال ۲۰۲۲ به باشگاه مکزیکی اونیورسیداد پیوسته بود، اما در سال ۲۰۲۳ این باشگاه قرارداد آلوز را پس از بازداشت او در اسپانیا، طی فرآیندی که منجر به اتهام تعرض جنسی آلوز شد، فسخ کرد. او در فوریهٔ ۲۰۲۴ به اتهام تجاوز جنسی به چهار سال و نیم زندان محکوم شد.

## دوران باشگاهی

### سویا
در سال ۰۳–۲۰۰۲، بعد از این که دنی آلوز به صورت قرضی از باهیا به سویا منتقل شد، به‌عنوان یکی از بازیکنان تیم ملی جوانان برزیل در جام جهانی جوانان ۲۰۰۳ بازی کرد و با این تیم به مقام قهرمانی رسید. در پایان این مسابقات، آلوز به عنوان سومین بازیکن برتر جام شناخته شد، اتفاقی که باعث دائمی شدن قرارداد او با باشگاه سویا شد.
در ماه ژوئن ۲۰۰۹، سویا با انتقال آلوز به لیورپول موافقت کرد، اما مذاکرات به دلیل این که باشگاه انگلیسی نتوانست رقم خود را به رقم درخواستی آلوز برساند، به نتیجه نرسید.
در دسامبر ۲۰۰۶، آلوز قراردادی با سویا به امضا رساند که او را تا سال ۲۰۱۲ در سویا ماندگار می‌کرد. او فصل ۰۷–۲۰۰۶ را با موفقیت پشت سر گذاشت و با ۴۷ بار حضور در ترکیب سویا و به ثمر رساندن ۵ گل، از بازیکنان مهم تیم به‌شمار می‌آمد. او همچنین در تمام بازی‌های سویا در جام یوفا که سرانجام با قهرمانی تیمش به پایان رسید، حضور داشت.
در سال‌های حضور در اسپانیا، آلوز توانست تابعیت اسپانیایی نیز بگیرد، موضوعی که باعث می‌شد محدودیت‌های کشورهای خارج از اتحادیه اروپا برای او از بین برود و برای بازی در تیم‌های کشورهای اتحادیه اروپا، به مجوز کار نیازی نداشته باشد.
در اوت ۲۰۰۷، آلوز در مصاحبه‌ای در شبکه ورزشی اسپور تیوی کشور برزیل اعلام کرد که قصد جدایی از سویا و پیوستن به باشگاهی قدرتمند در اروپا را دارد، و مدتی بعد نیز در گفتگویی با روزنامهٔ اسپانیایی مارکا، از علاقهٔ خود به ترک سویا خبر داد و اعلام کرد که باشگاه چلسی علاقه‌مند به استخدام اوست و او نیز هرگز نمی‌تواند این شانس بزرگ را نادیده بگیرد. در مصاحبه‌ای با شبکهٔ اسپانیایی آنتنا ۳ در ۸ اوت، دنی آلوز گفت که مدیر برنامه‌هایش در انگلیس حضور دارد و در حال بررسی پیشنهاد چلسی است، و نیز از مسئولان سویا درخواست کرد که حداقل این پیشنهاد مناسب را بررسی کنند.
در ۱۶ اوت ۲۰۰۷، سویا پیشنهاد چلسی برای خریدن آلوز را رد کرد، و شش روز بعد نیز دومین پیشنهاد چلسی را نپذیرفت، با این استدلال که «آنها بسیار پایین‌تر از چیزی بودند که انتظار می‌رفت». بعد از آن که مذاکرات آلوز با چلسی به دلیل مخالفت باشگاه سویا به بن‌بست رسید، آلوز از رئیس باشگاه سویا، خوزه ماریا دل نیدو، به دلیل مخالفت با پیشنهاد چلسی، به شدت انتقاد کرد، مخصوصاً این که بعد از منتفی شدن حضور او در استمفورد بریج، باشگاه انگلیسی با قیمت پایین‌تری مدافعی برزیلی دیگری به نام جولیانو بلتی را به خدمت گرفت.
بعد از درگیری‌هایی مطبوعاتی بین آلوز و دل نیدو، و نیز بعد از مرگ هم تیمی‌اش آنتونیو پوئرتا، آلوز تصمیم به ماندن در سویا گرفت، و در نتیجه بازیکن و رئیس سویا با یکدیگر آشتی کردند.

### بارسلونا

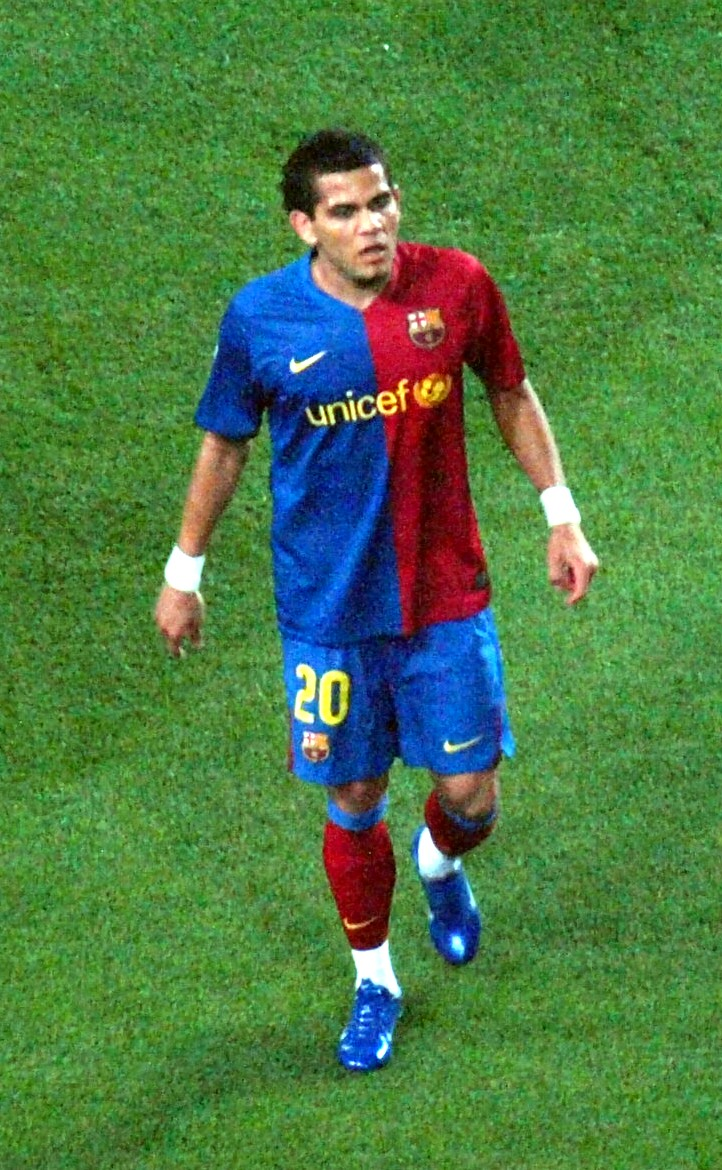
دنی آلوز در اوایل حضور در بارسلونا

آلوز در تاریخ ۲ ژوئیه ۲۰۰۸ رسماً به بارسلونا پیوست. او سویا را با اندوه فراوان ترک کرد و اعلام کرد علاقه‌مند به بازگشت دوباره به باشگاه است. او گفت که به عنوان یک «پسربچه» وارد سویا شده و اکنون به عنوان یک «مرد» تیم را ترک می‌کند، و نیز در کنفرانس مطبوعاتی مربوط به خداحافظی از باشگاه به گریه افتاد. رقم رسمی این انتقال ۲۹ میلیون یورو اعلام شد، که به همراه ۶ میلیون یورو اضافه مرتبط با عملکرد او در بارسا، آلوز را تبدیل به گران‌ترین دفاع راست دنیا می‌کرد، و همچنین نام او را به عنوان سومین بازیکن گران‌قیمت بارسا در طول تاریخ این باشگاه قرار می‌داد. او با بارسا قراردادی ۴ ساله به امضا رساند که رقم فسخ آن ۹۰ میلیون یورو تعیین شده بود. تا ۸ اوت، او به عنوان گران‌ترین بازیکن انتقال یافته در بازار نقل و انتقالات تابستان ۲۰۰۸ محسوب می‌شد، اما این رکورد هنگامی که روبینیو، مهاجم رئال مادرید، با رقمی در حدود ۴۰ میلیون یورو در روز پایانی نقل و انتقالات به منچستر سیتی انتقال یافت، شکسته شد.
دنی آلوز بازی خود در بارسلونا را با بازی مقابل ویستا کراکوف در دور سوم مقدماتی فصل ۰۹–۲۰۰۸ لیگ قهرمانان اروپا در تاریخ ۱۳ اوت ۲۰۰۸ آغاز کرد. او همچنین اولین بازی خود در لا لیگا با پیراهم بارسا را مقابل نومانسیا در ۳۱ اوت ۲۰۰۸ انجام داد. آلوز به دلیل کارت زردی که مقابل چلسی در نیمه نهایی لیگ قهرمانان گرفت، از بازی در فینال لیگ قهرمانان اروپا مقابل منچستر یونایتد محروم شد، جایی که بارسا موفق شد بازی را با نتیجه ۰–۲ به سود خود به پایان برده و سه‌گانه خود را کامل کند.
در تاریخ ۲ ژوئن ۲۰۱۶ روبرتو فرناندز دبیر فنی باشگاه بارسلونا اعلام کرد دنی آلوز بعد از هشت سال حضور در این تیم، تابستان باشگاه را ترک خواهد کرد.

### یوونتوس
در تاریخ ۲۷ ژوئن ۲۰۱۶ باشگاه یوونتوس اعلام کرد که دنی آلوز را با قراردادی دو ساله به خدمت گرفته است.
قرارداد او در ۲۹ ژوئن ۲۰۱۷ فسخ شد.

### پاری سن ژرمن
پس از جدایی از یوونتوس و نزدیک شدن به منچستر سیتی، دنی آلوز ۳۴ ساله سر از پاری سن ژرمن درآورد. آلوز در پی اس جی شماره ۳۲ را بر تن خواهد کرد که این پیراهن پیش تر بر تن داوید لوییس و دیوید بکام بود.
طبق اعلام وب سایت پاری سن ژرمن، این تیم که پیش تر با دنی آلوز برزیلی به توافق کامل رسیده‌بود، قراردادی دو ساله با این دفاع راست مشهور به امضا رساند. آلوز در حالی در پاری سن ژرمن سالانه ۷ میلیون یورو حقوق دریافت خواهد کرد که در یوونتوس این عدد، ۴ میلیون یورو بود. او در ابتدا با منچستر سیتی بر سر حقوق ۵ میلیون یورویی به توافق رسیده بود که پاری سن ژرمن از راه رسید.

## دوران ملی
دنی آلوز اولین بازی خود با پیراهن تیم ملی فوتبال برزیل را در مسابقه‌ای دوستانه و غیررسمی مقابل تیم منتخب «الکویت» کویت در ۷ اکتبر ۲۰۰۶ انجام داد. ۳ روز بعد، او برای اولین بار به‌طور رسمی برای بازی دوستانه مقابل اکوادور به تیم ملی دعوت شد. او همچنین جزو نفرات تیم ملی برزیل در مسابقات کوپا آمریکا ۲۰۰۷ قرار داشت. او در ۴ مسابقه در این رقابت‌ها بازی کرد، و نیز در فینال رقابت‌ها مقابل آرژانتین نیز به میدان رفت، جایی که موفق شد با یک گل و یک پاس گل نقش مهمی در قهرمانی تیمش داشته باشد.
او در نیمه نهایی جام کنفدراسیون‌ها در سال ۲۰۰۹، آلوز در بازی مقابل آفریقای جنوبی به عنوان یار ذخیره به میدان رفت و موفق شد در دقیقهٔ ۸۸ گل برتری تیمش را از روی ضربه‌ای آزاد به ثمر برساند و رفته رفته توانست در تیم ملی کشورش جایگاهش را پیدا کند و مایکون را نمیکت نشین کند و خودش بازیکن فیکس شود و پست دفاع راست برزیل را در دست بگیرد و تبدیل به مهره تأثیر گذار و ارزشمند برای تیم ملی برزیل شود.
او در جام جهانی ۲۰۱۰ در تمامی بازی‌ها برای برزیل به میدان رفت و در جام جهانی ۲۰۱۴ چهار بار در ترکیب حضور پیدا کرد و جام جهانی ۲۰۱۸ را به علت مصدومیت از دست داد. او مجموعاً ۱۰ بازی برای تیم ملی برزیل در جام جهانی انجام داده است.
دنی آلوز کاپیتان اول تیم ملی فوتبال برزیل در کوپا آمریکا ۲۰۱۹ بود و نقش مهمی در قهرمانی تیم ملی کشورش در این تورنمنت مهم داشت به گونه ای که بهترین بازیکن این مسابقات شناخته شد.
دنی آلوز با تیم ملی برزیل توانسته قهرمان تورنمنت‌های معتبری نظیر کوپا آمریکا ۲۰۰۷، کوپا آمریکا ۲۰۱۹، جام کنفدراسیون‌ها ۲۰۰۹ و جام کنفدراسیون‌ها ۲۰۱۳ شود و در جام جهانی ۲۰۱۴ مقام چهارم را بدست آورد و در المپیک ۲۰۲۰ با تیم المپیک برزیل قهرمان شد.

## اتهام تعرض جنسی
در ۲۰ ژانویه ۲۰۲۳، آلوز توسط پلیس اسپانیا به اتهام تعرض جنسی دستگیر شد و بدون قرار وثیقه به بازداشت بازگردانده شد. تعرض ادعاشده در یک کلوپ شبانه بارسلونا در ۳۰ دسامبر ۲۰۲۲ رخ داد. شاکی در ۲ ژانویه ۲۰۲۳ یک شکایت رسمی ارائه کرده بود. ال پریودیکو دی کاتالونیا گزارش داد که شاکی به پلیس و نیز در دادگاه ادعا کرده پس از اینکه یک پیشخدمت او را برای ملاقات با آلوز در منطقه وی‌آی‌پی کلوپ شبانه هدایت کرد، آلوز دو بار او را وادار کرد که آلت او را برخلاف میل خودش لمس کند. سپس آلوز به او دستور داد تا با او به حمام کلوپ شبانه بیاید. آلوز از خروج او در حمام ممانعت کرد، او را روی زمین انداخت، و مجبورش کرد تا آلتش را بخورد. هنگامی که او مقاومت کرد، آلوز به او سیلی زد، تجاوز به عنف کرد و سپس منی خود را به بیرون پاشید. به گزارش El Periódico، منی منطبق با دی‌ان‌ای آلوز از نمونه‌هایی در داخل واژن، لباس زیر و لباس شاکی و از کف حمام جمع‌آوری شد. بیمارستان گزارش داد که شاکی مطابق با ادعاهایش از زانو آسیب دیده است. بازرسان هفت اثر انگشت در اطراف حمام پیدا کردند که با گزارش وقایع شاکی مطابقت داشت، و شاکی بدون اینکه بداند بازرسان چنین شواهدی دارند، این گزارشات را ارائه کرده بود.
آلوز دست کم چهار روایت مختلف از این حادثه ارائه کرده است. در فوریه ۲۰۲۳، El Periódico سه نسخه از این روایات را شرح داد. در نسخه اول، آلوز به رسانه آنتنا ۳ گفت این زن را نمی‌شناسد و او را متهم کرد که با طرح ادعای خود سعی در مشهور شدن دارد. او غیر مستقیم گفت بدون اطلاع از اینکه او قبلاً داخل حمام بوده، وارد حمام شد، اما این با فیلم‌های نظارتی مطابقت نداشت. آلوز پس از اینکه متوجه شد شواهدی علیه او وجود دارد، روایت خود را در دادگاه تغییر داد. در نسخه دوم روایت، آلوز اعتراف کرد که پیش از زن وارد حمام شد و در داخل حمام با زن کنارش در توالت اجابت مزاج کرده است و هیچ اتفاق جنسی رخ نداده است. وقتی از آلوز سؤال شد چرا این زن به مدت ۱۵ دقیقه در حمام کوچک با او می‌ماند و هیچ کاری انجام نمی‌داد و اینکه چرا مایع منی او در کف حمام پیدا شده بود، آلوز دوباره روایت خود را تغییر داد. او در نسخه سوم روایت گفت که زن در حمام آلتش را خورده است. در ۱۷ آوریل ۲۰۲۳، آلوز در دادگاه به روایت متفاوت از وقایع شهادت داد و مدعی شد که در طول حادثه با این زن رابطه جنسی داشته است. آلوز همچنین گفت که قبلاً فعالیت جنسی را انکار کرده بود زیرا می‌خواست ازدواج خود را حفظ کند.
در ۲۲ فوریه ۲۰۲۴، آلوز به‌علت انجام تجاوز جنسی مجرم شناخته شد. او به چهار سال و نیم زندان و پرداخت ۱۵۰٫۰۰۰ یورو غرامت به قربانی محکوم شد. وکیل آلوز گفت که او علیه این حکم درخواست تجدیدنظر خواهد داد.
در شبکه‌های اجتماعی، شایعاتی مبنی بر خودکشی او در زندان، در تاریخ ۱۰ مارس ۲۰۲۴ منتشر شد.

## افتخارات

### باشگاهی
سویا
- کوپا دل ری(۱): ۲۰۰۷–۲۰۰۶
- سوپر جام فوتبال اسپانیا(۱): ۲۰۰۷
- لیگ اروپا(۲): ۲۰۰۶–۲۰۰۵، ۲۰۰۷–۲۰۰۶
- سوپر جام اروپا(۱): ۲۰۰۶

بارسلونا
- لا لیگا(۶): ۲۰۰۹–۲۰۰۸، ۲۰۱۰–۲۰۰۹، ۲۰۱۱–۲۰۱۰، ۲۰۱۳–۲۰۱۲، ۲۰۱۵–۲۰۱۴، ۲۰۱۶–۲۰۱۵
- کوپا دل ری(۴): ۲۰۰۹–۲۰۰۸، ۲۰۱۲–۲۰۱۱، ۲۰۱۵–۲۰۱۴، ۲۰۱۶–۲۰۱۵
- سوپر جام فوتبال اسپانیا(۴): ۲۰۰۹، ۲۰۱۰، ۲۰۱۱، ۲۰۱۳
- لیگ قهرمانان اروپا(۳): ۲۰۰۹–۲۰۰۸، ۲۰۱۱–۲۰۱۰، ۲۰۱۵–۲۰۱۴
- سوپر جام اروپا(۳): ۲۰۰۹، ۲۰۱۱، ۲۰۱۵
- جام باشگاه‌های جهان(۳): ۲۰۰۹، ۲۰۱۱، ۲۰۱۵

یوونتوس
- سری آ(۱): ۲۰۱۷–۲۰۱۶
- کوپا ایتالیا(۱): ۲۰۱۷–۲۰۱۶

پاری سن ژرمن
- لیگ ۱(۲): ۲۰۱۸–۲۰۱۷، ۲۰۱۹–۲۰۱۸
- جام حذفی فوتبال فرانسه(۱): ۲۰۱۸–۲۰۱۷
- جام اتحادیه باشگاه‌های فرانسه(۱): ۲۰۱۸–۲۰۱۷
- سوپر جام فوتبال فرانسه(۲): ۲۰۱۷، ۲۰۱۸

سائو پائولو
- لیگ برتر فوتبال برزیل(۱): ۲۰۲۱

### ملی
برزیل
- کوپا آمریکا(۲): ۲۰۰۷، ۲۰۱۹
- جام کنفدراسیون‌ها(۲): ۲۰۰۹، ۲۰۱۳
- جام جهانی فوتبال زیر ۲۰ سال(۱): ۲۰۰۳
- بازی‌های المپیک(۱): ۲۰۲۰